# Hio
Hio (pl. Hios; Huvaguere), pleme Piman Indijanaca nastanjeni u doba španjolskog osvajanja na području meksičke države Sonora, 8 liga (1 liga= 5,5 km) ustočno od puebla Tepahue. Hodge ih smatra za ogranak Nevome Indijanaca. Manuel Orozco y Berra s Nures Indijancima vodi ih kao Piman govornike. Ne smiju se pobrkati s Nio Indijancima s rijeke Río Sinaloa u Sinaloi.

## Vanjske poveznice
- Geografía de las lenguas y carta etnográfica de México  Arhivirana inačica izvorne stranice od 27. svibnja 2010. (Wayback Machine)
- H Mexican Indian Villages, Towns and Settlements